# Ingrid Rothfuß
Ingrid Rothfuß (* 10. Oktober 1948 in Freudenstadt) ist eine ehemalige deutsche Skilangläuferin.
Rothfuß, die für den SV Baiersbronn startete, wurde im Jahr 1968 Zweite bei den deutschen Meisterschaften mit der Vereinsstaffel und belegte zwei Jahre später bei den Nordischen Skiweltmeisterschaften in Štrbské Pleso den 35. Platz über 10 km, den 31. Rang über 5 km sowie den sechsten Platz zusammen Monika Mrklas und Michaela Endler in der Staffel. Im Jahr 1971 wurde sie deutsche Meisterin mit der Verbandsstaffel. Bei ihrer einzigen Teilnahme an Olympischen Winterspielen im Februar 1972 in Sapporo lief sie auf den 32. Platz über 10 km und zusammen mit Monika Mrklas und Michaela Endler auf den vierten Rang in der Staffel.